# Friedhof (Weißenfels)

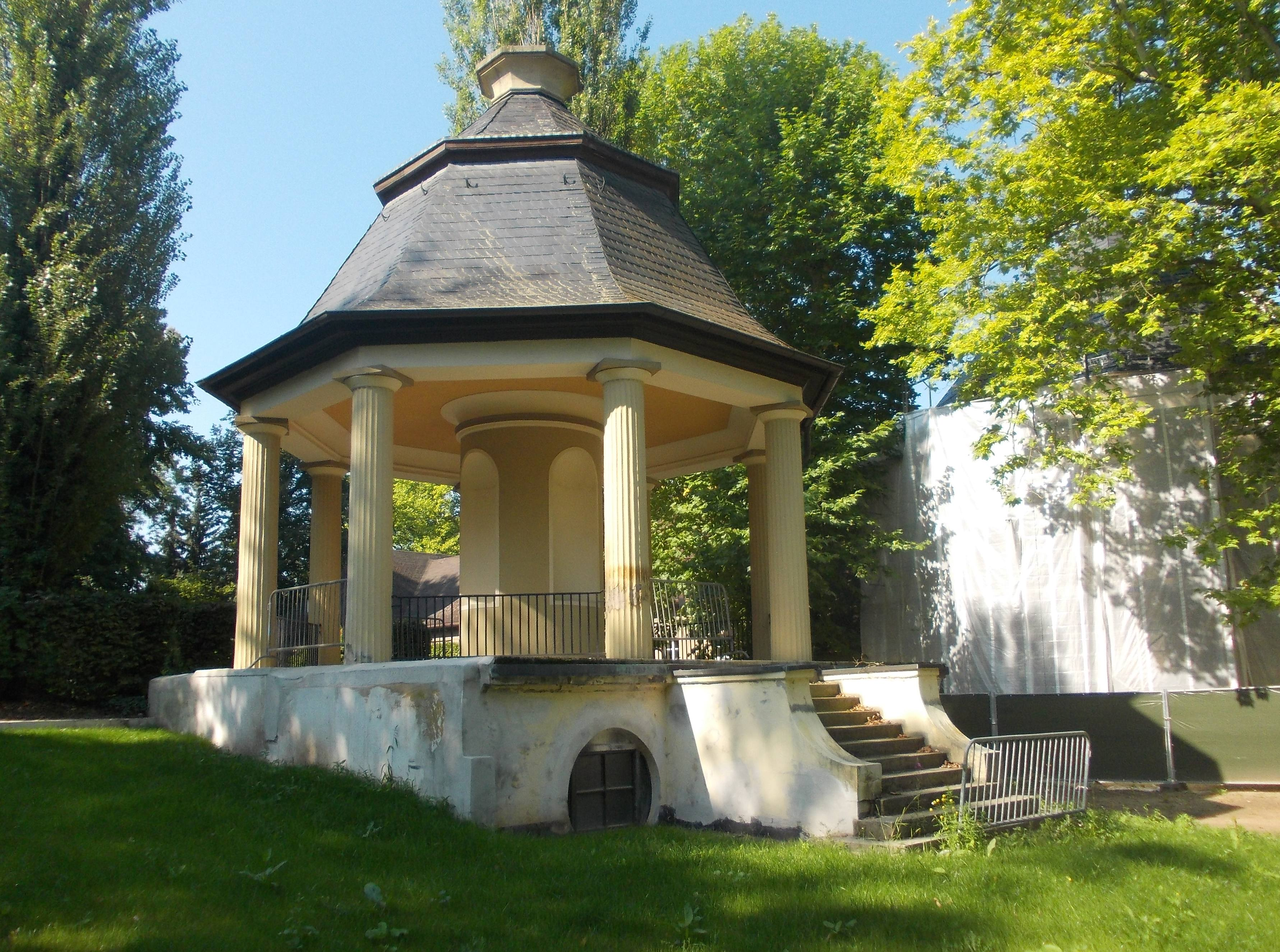
Pavillon auf dem Friedhofsgelände

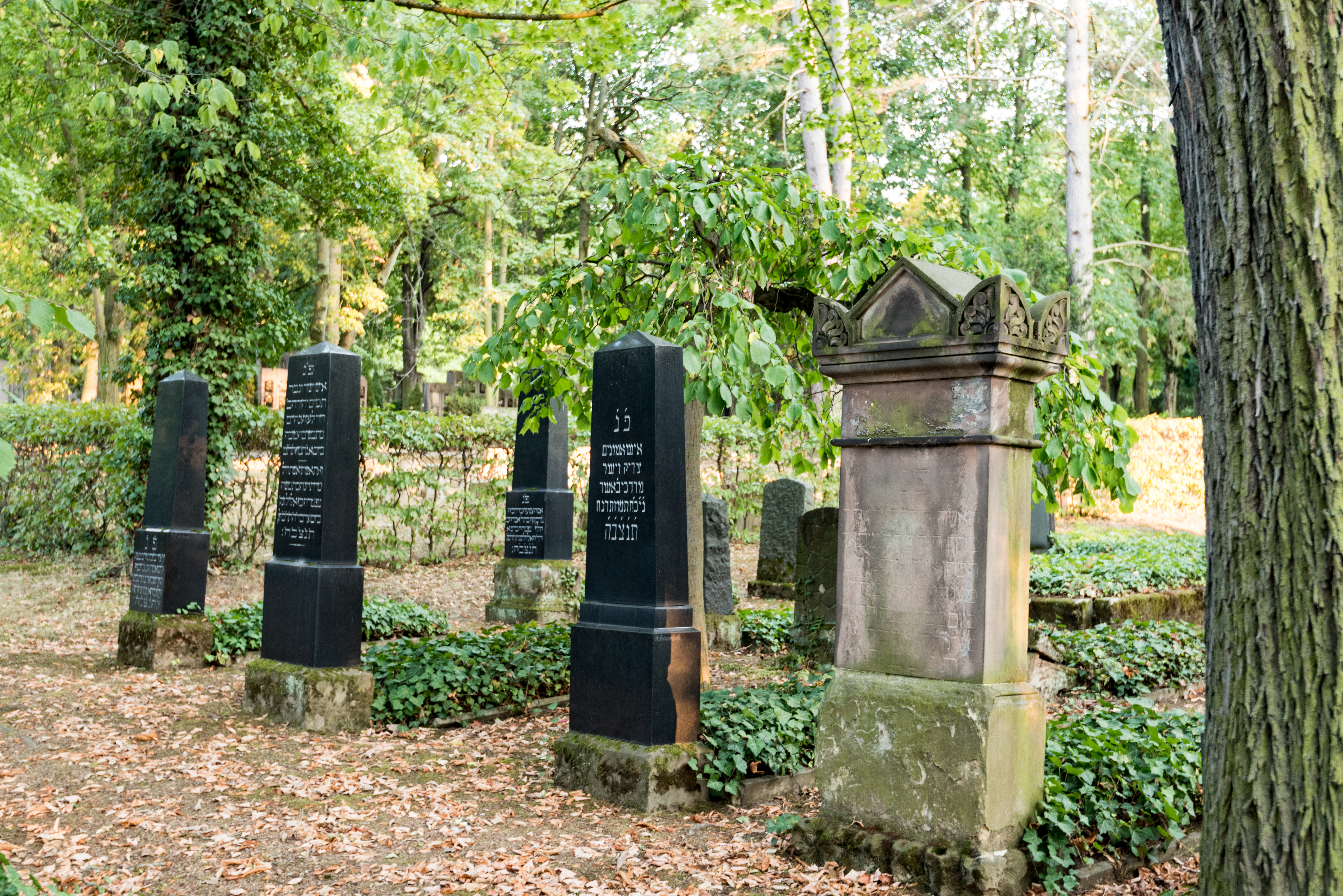
Jüdische Abteilung des Friedhofs

Der Friedhof von Weißenfels ist ein denkmalgeschützter Friedhof in der Stadt Weißenfels in Sachsen-Anhalt. Im örtlichen Denkmalverzeichnis ist der Friedhof unter der Erfassungsnummer 094 15322 als Baudenkmal verzeichnet. Der alte Friedhof von Weißenfels liegt nordwestlich vom heutigen Friedhof.

## Allgemeines
Der Friedhof ist von den Straßen Am Sausenhölzchen, Seumestraße und Am Kugelberg umgeben. Auf dem Friedhof befindet sich ein Kriegsgräberfeld der Toten des Ersten Weltkriegs. Die Gedenkstätte für die Gefallenen befindet sich auf dem alten Friedhof von Weißenfels.

## Denkmäler

### Gedenkstätte des Deutschen Kriegs
Auf dem Friedhofsgelände befindet sich eine Gedenkstätte für die im Lazarett von Weißenfels verstorbenen Soldaten Preußens und Österreichs des Deutschen Kriegs von 1866. Die Gedenkstätte wurde am 3. Juli 1867 eingeweiht. Die Inschrift enthält außerdem auch die Namen der verstorbenen Soldaten.

### Gedenkstein für Französische Soldaten
Ein Gedenkstein für gefallene Französische Soldaten des Deutsch-Französischen Kriegs befindet sich auf dem Friedhofsgelände. Die Inschrift des Gedenksteines lautet A la Memoire des Soldats francais... sowie die Namen der Gefallenen. Teile der Inschrift sind nicht mehr lesbar.

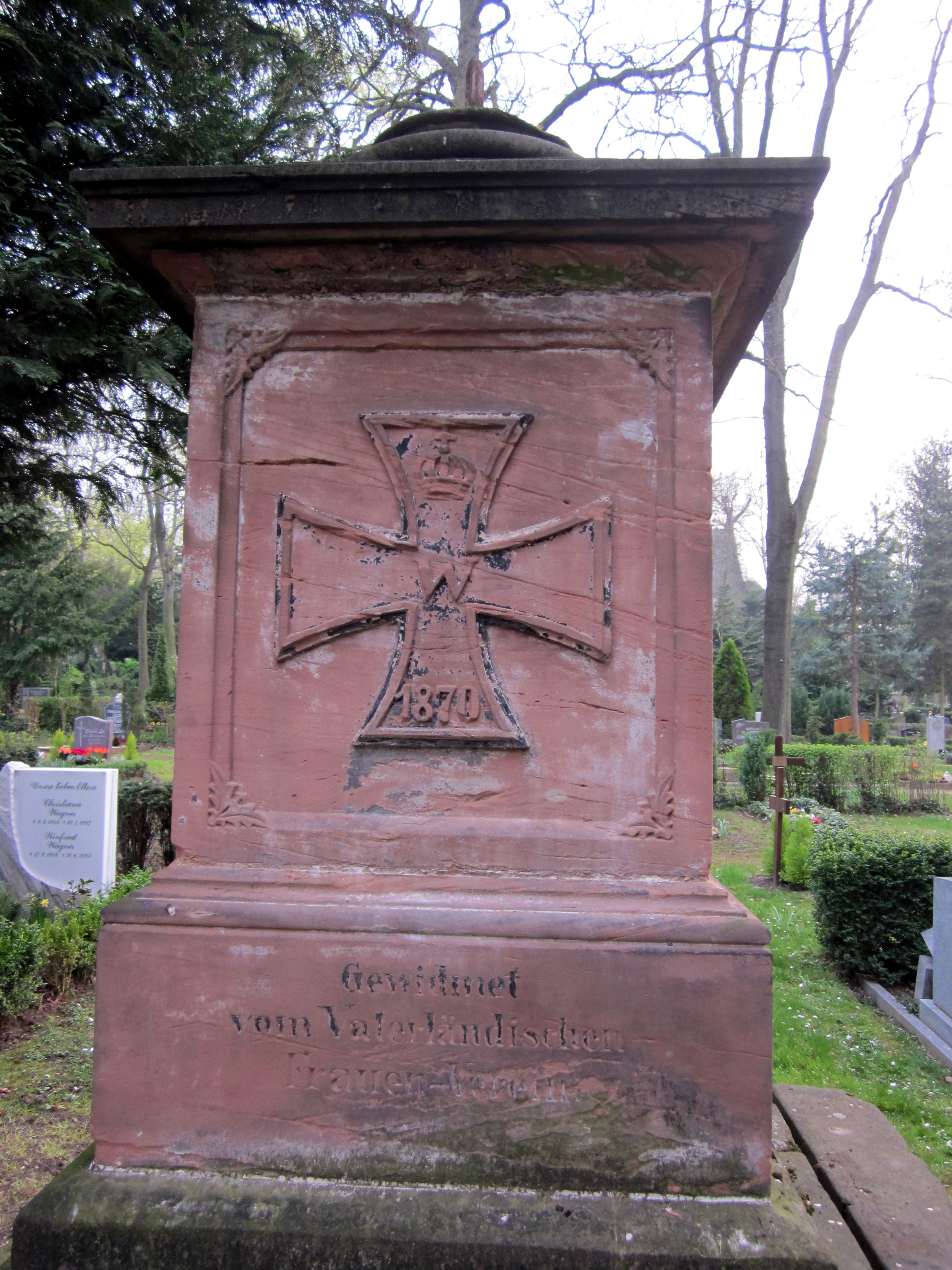
Vorderseite der Gedenkstätte des Deutsch-Französischen Kriegs

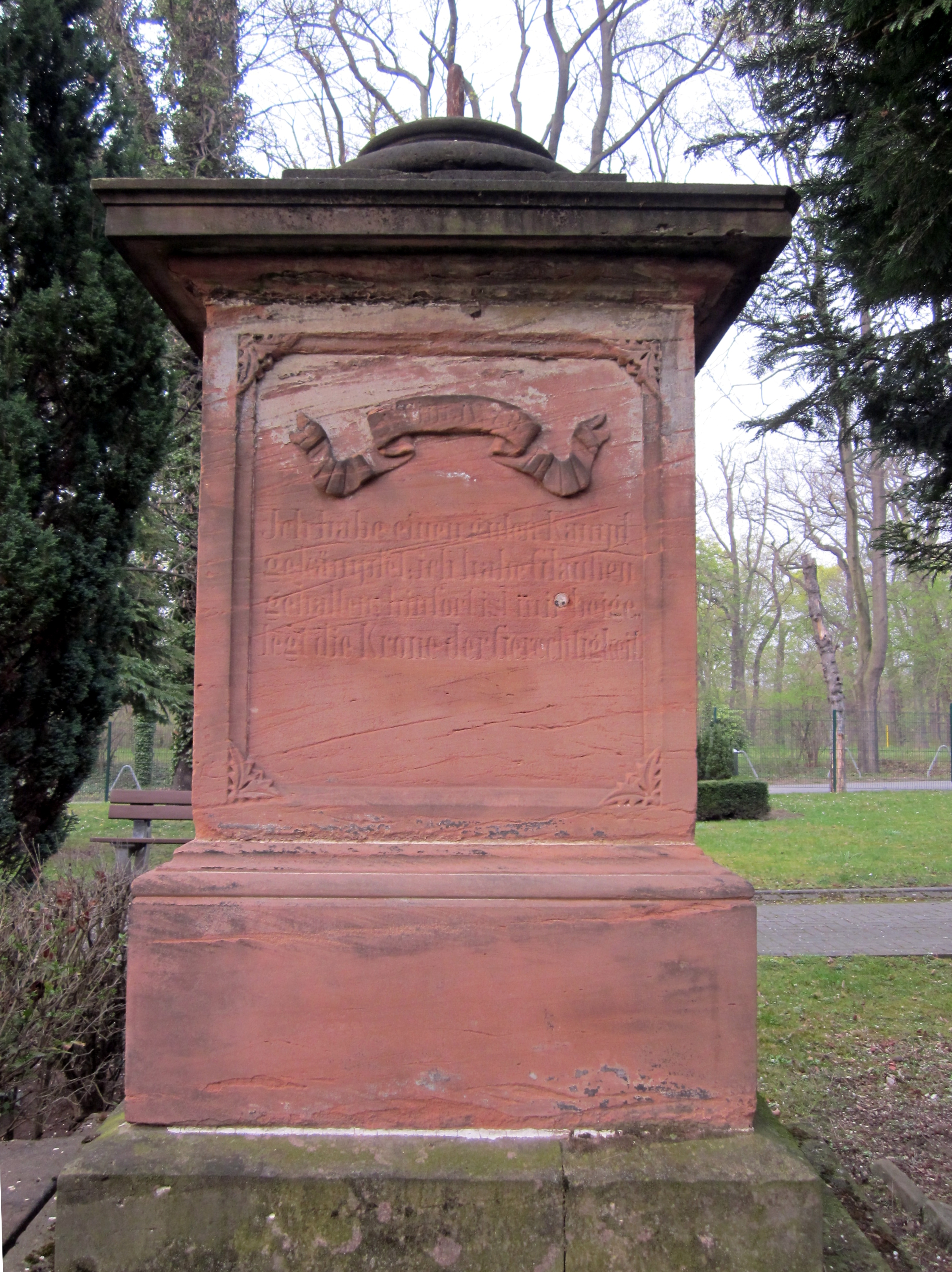
Rückseite der Gedenkstätte des Deutsch-Französischen Kriegs

### Gedenkstätte des Deutsch-Französischen Kriegs
Die Gedenkstätte des Deutsch-Französischen Kriegs wurde vom Vaterländischen Frauenverein errichtet. Er ist den im Lazarett von Weißenfels verstorbenen deutschen Soldaten gewidmet. Bei der Gedenkstätte handelt es sich um einen rot verputzen Sockel, der auf der Vorderseite mit einem Eisernen Kreuz verziert ist. Die Inschrift auf der Vorderseite lautet Gewidmet vom Vaterländischen Frauenverein und auf der Rückseite Ich habe einen guten Kampf gekämpft... ... Krone der Gerechtigkeit. Niemand hat größere Liebe denn die, dass er sein Leben lässet für seine Freunde. Joh.XV.18. Des Weiteren befindet sich noch die Inschrift Hier ruhen in Gott im Kriege 1870/71 in den Lazaretten zu Weissenfels verstorbenen deutschen Krieger sowie die Namen der verstorbenen Soldaten auf dem Sockel. Die Inschriften sind aufgrund der Verwitterung kaum noch lesbar.

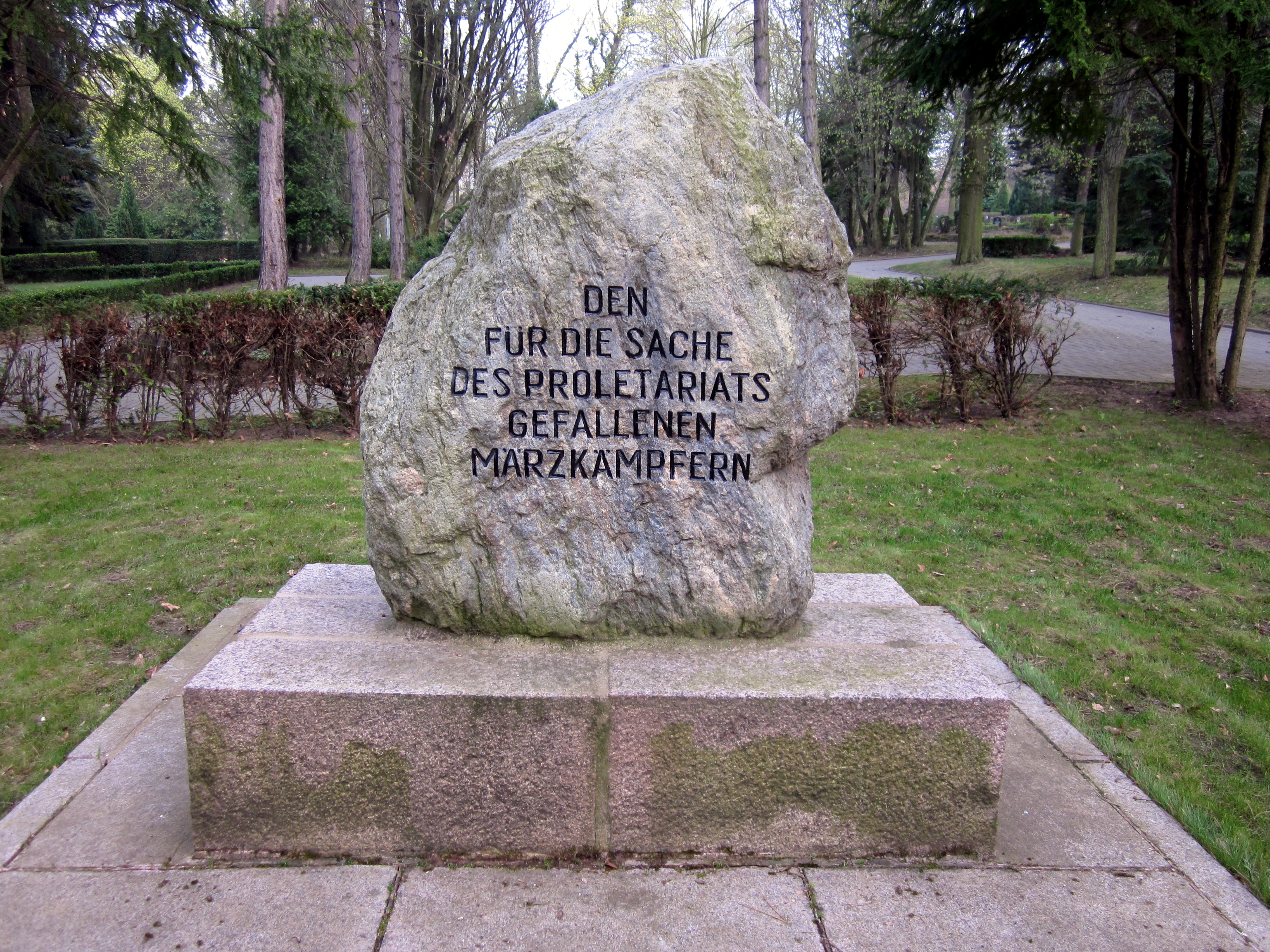
Gedenkstein Märzunruhen 1920

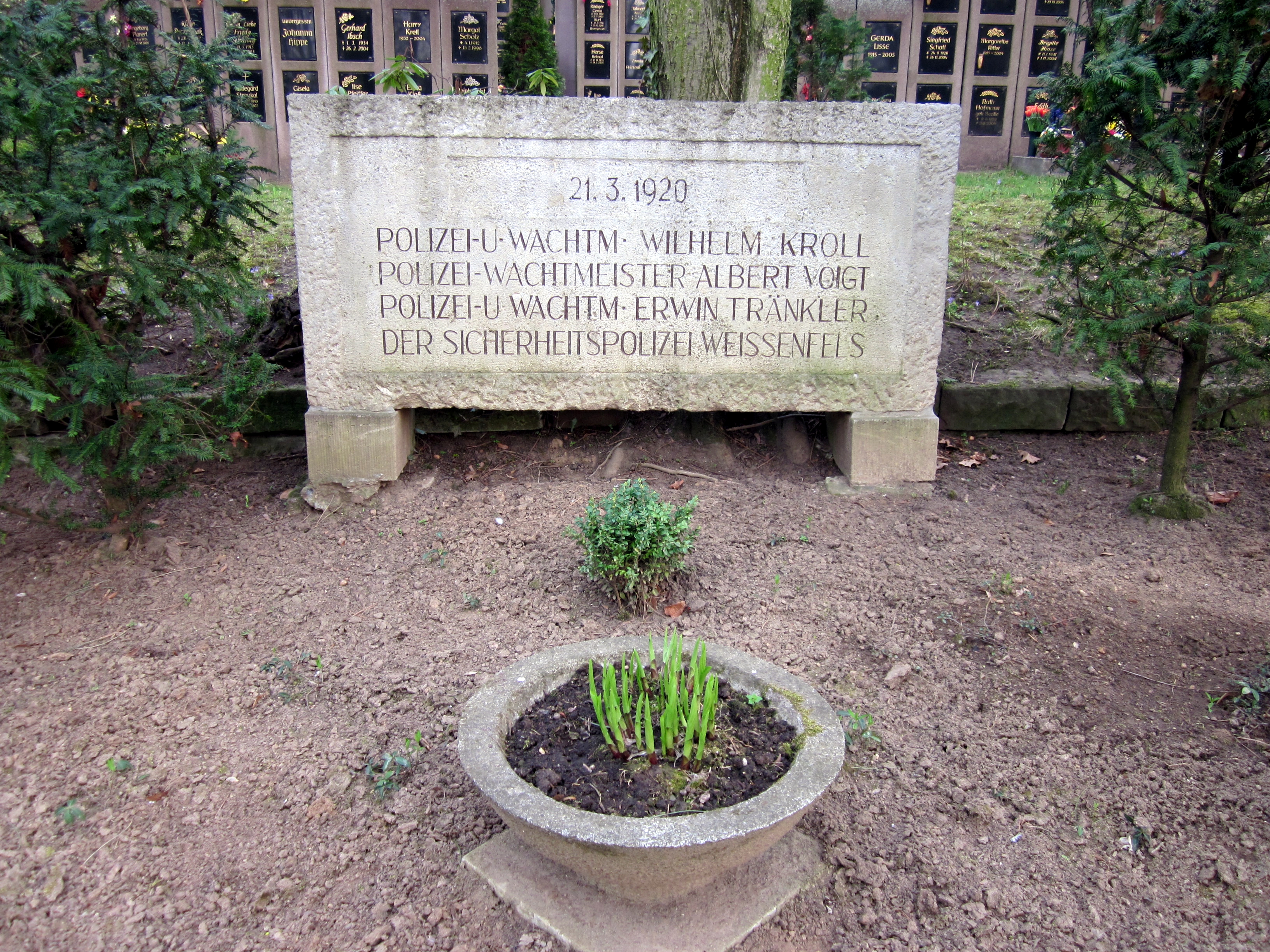
Polizistengräber Märzunruhen 1920

### Gedenksteine Märzunruhen 1920
Für die Gefallenen der Märzunruhen 1920 wurde auf dem Friedhof als Gedenkstein ein Findling auf einem Sockel aufgestellt. Dessen Inschrift lautet DEN FÜR DIE SACHE DES PROLETARIATS GEFALLENEN MÄRZKÄMPFERN. Für die drei während der Unruhen getöteten Polizisten existiert ein separater Gedenkstein, dessen Inschrift Namen und Dienstgrade nennt. Davor befindet sich eine steinerne Schale.

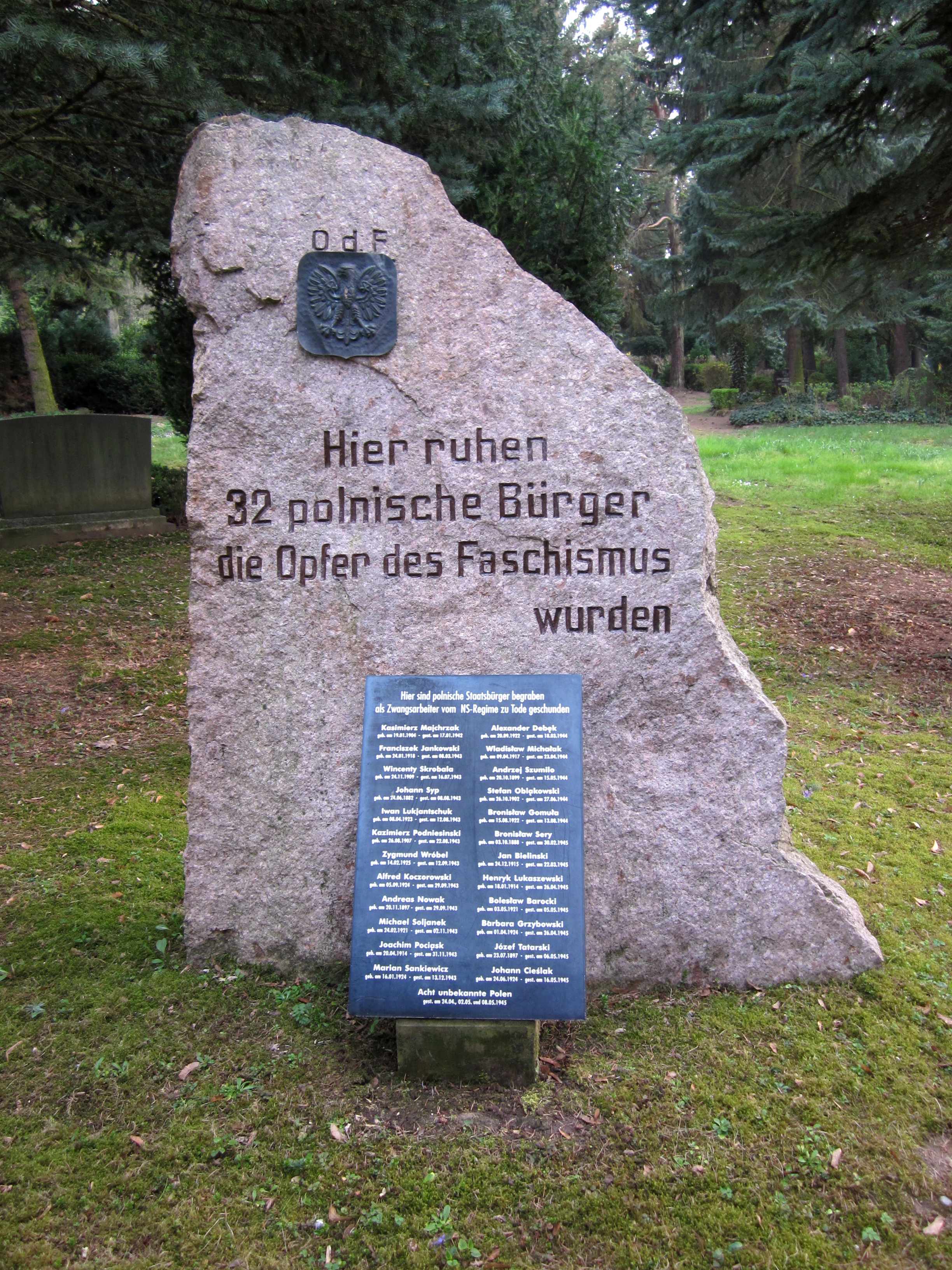
Gedenkstein der Opfer des Faschismus

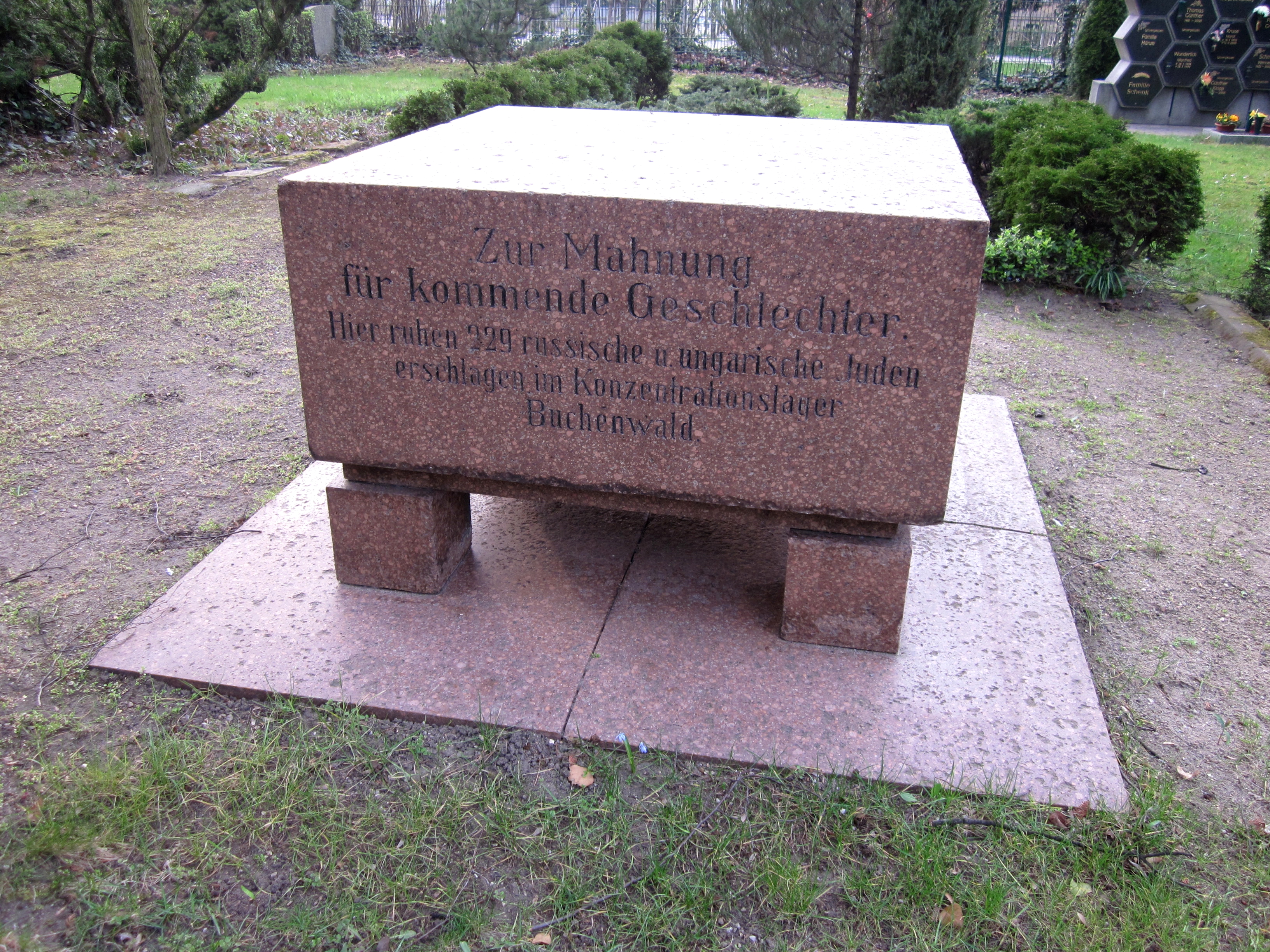
Gedenkstein für die jüdischen NS-Opfer aus Weißenfels und für die Opfer aus einem Außenlager des KZ Buchenwald

### Gedenkstein der Opfer des Faschismus
Für die Opfer des Faschismus wurde ein Gedenkstein aufgestellt. Die Inschrift lautet Hier ruhen 32 polnische Bürger die Opfer des Faschismus wurden. Die Namenstafel am Stein ist jüngeren Datums als der Gedenkstein und enthält die Inschrift Hier sind polnische Staatsbürger begraben, als Zwangsarbeiter vom NS-Regime zu Tode geschunden sowie die Namen der polnischen Bürger.

### Gedenkstein für die Opfer des Holocaust
Ein aus rotem Marmor gefertigter Sockel wurde als Gedenkstein für die Opfer des Holocaust aus Weißenfels und einem Außenlager des Konzentrationslager Buchenwald aufgestellt. Die Inschrift des Gedenksteines lautet Zur Mahnung für kommende Geschlechter. Hier ruhen 229 russische u. ungarische Juden erschlagen im Konzentrationslager Buchenwald.

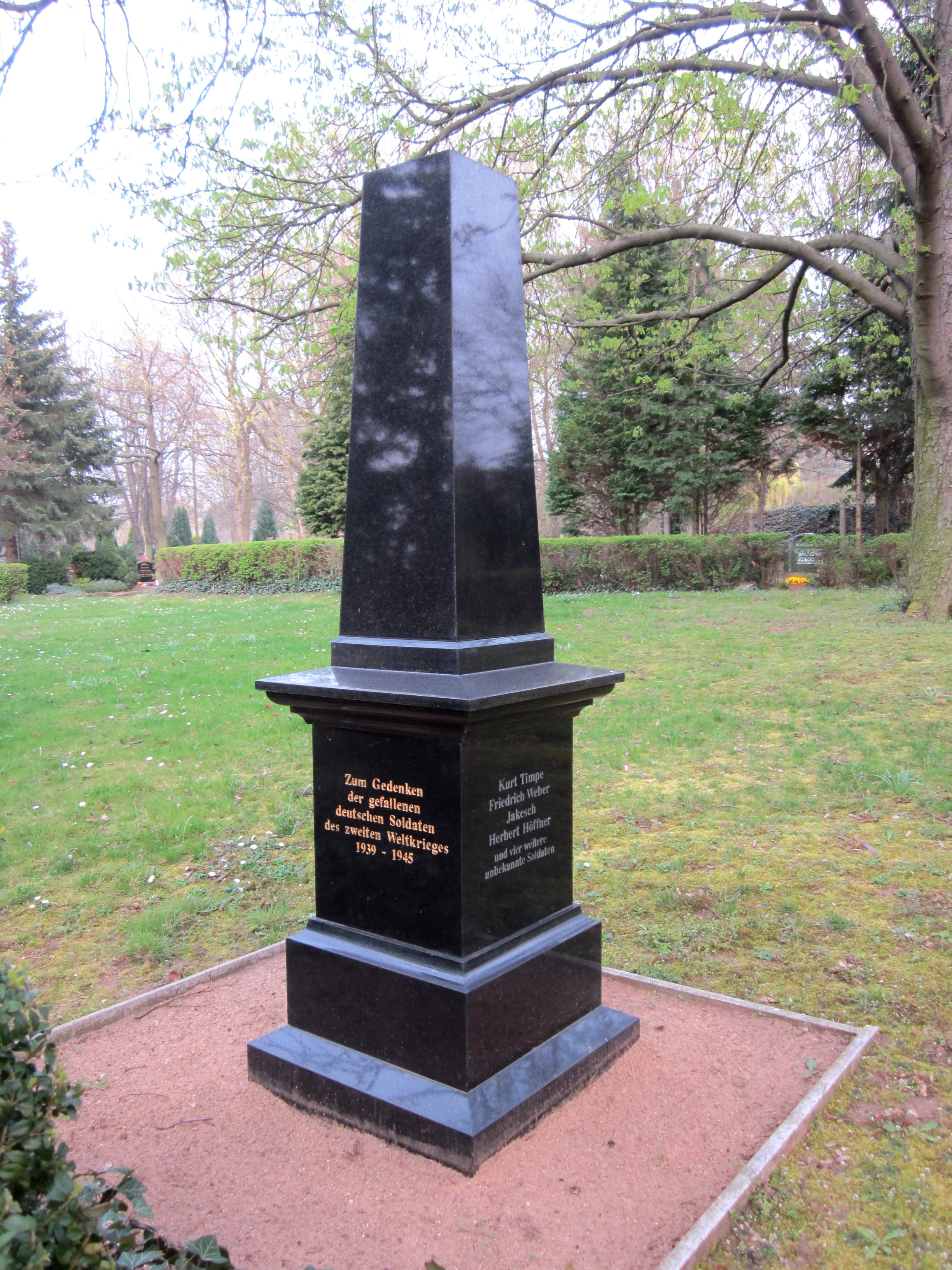
Kriegerdenkmal des Zweiten Weltkriegs

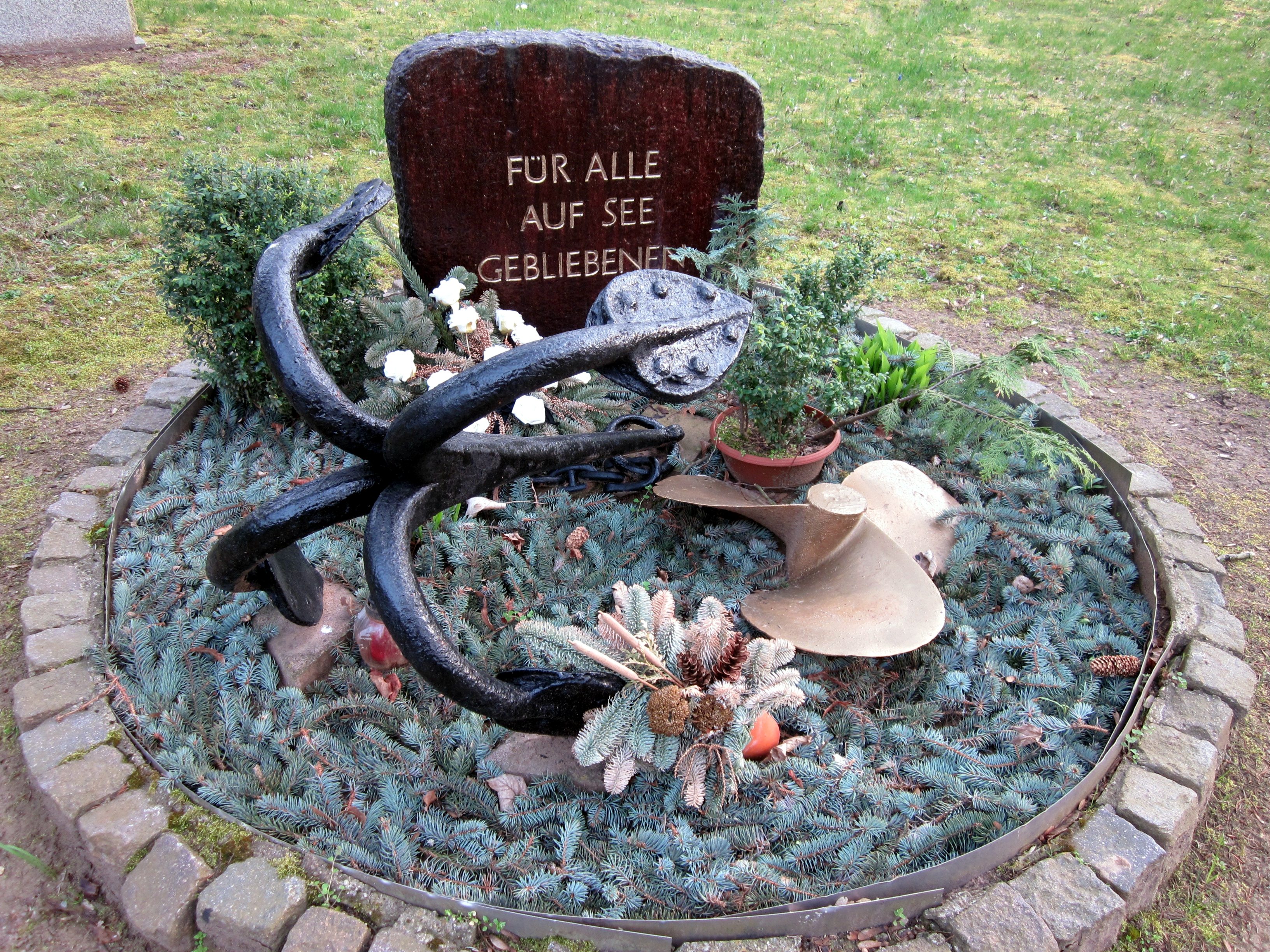
Gedenkstein des Deutschen Marinebundes

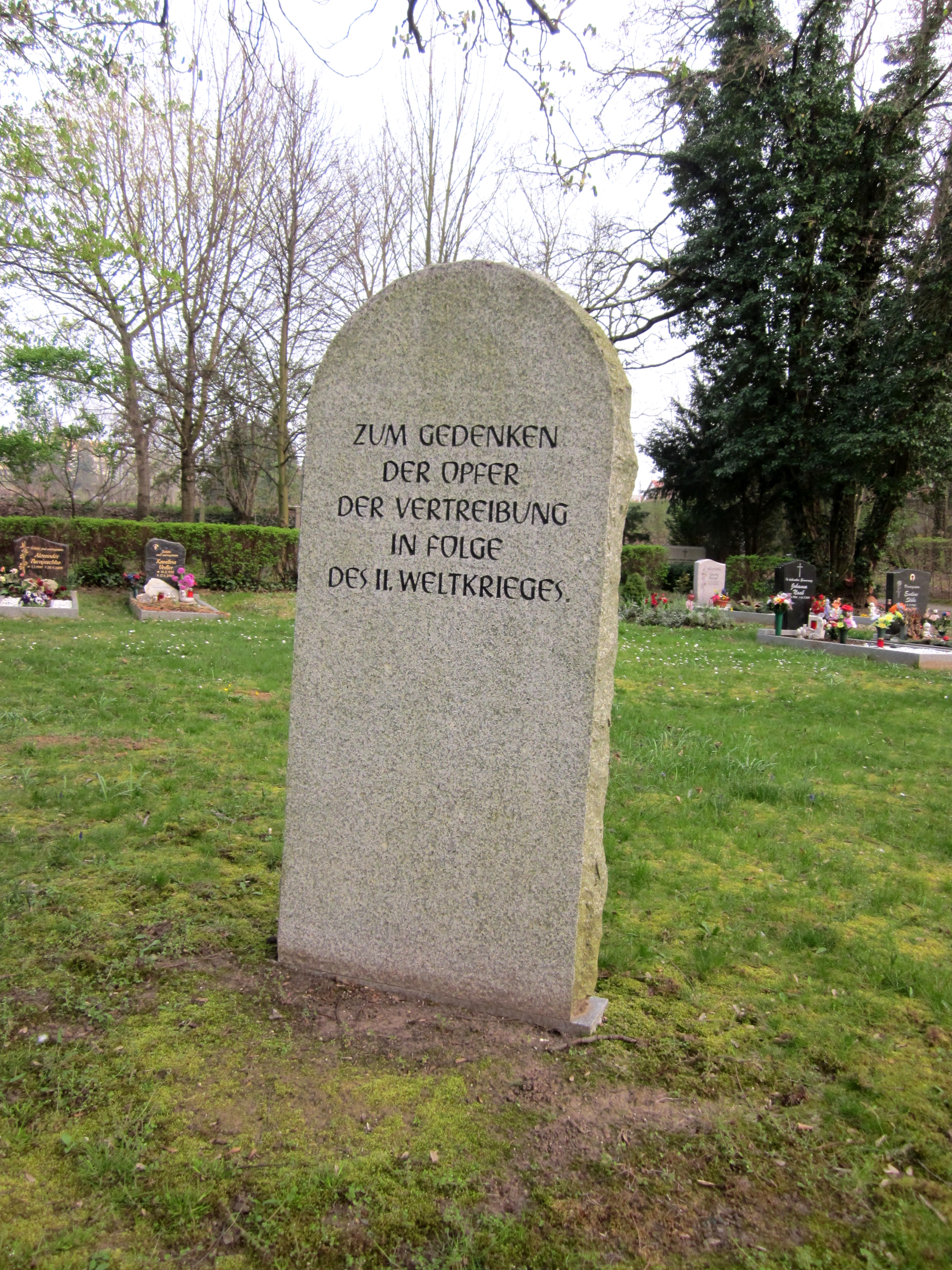
Gedenkstein für die Vertriebenen des Zweiten Weltkriegs

### Kriegerdenkmal des Zweiten Weltkriegs
Bei dem Kriegerdenkmal handelt es sich um eine Stele aus schwarzem Marmor. Sie wurde zum Gedenken an die – ausdrücklich nur deutschen – Gefallenen des Zweiten Weltkriegs errichtet. Im unteren Teil sind mehrere Inschriften eingraviert.

### Gedenkstein des Deutschen Marinebundes
Vom Deutschen Marinebund wurde für die von der Marinekameradschaft Weißenfels auf See Gebliebenen ein Gedenkstein aufgestellt. Bei dem Gedenkstein handelt es sich um einen Grabstein mit der Inschrift FÜR ALLE AUF SEE GEBLIEBENEN. Vor dem Grabstein befindet sich ein Anker.

### Gedenkstein für die Vertriebenen
Der Gedenkstein für die Vertriebenen des Zweiten Weltkriegs ist ein übergroßer Grabstein mit der Inschrift Zum Gedenken der Opfer der Vertreibung in Folge des II. Weltkrieges.